# 雷諾韓國汽車
雷諾韓國汽車（韓語：르노코리아자동차; 르노코리아自動車；），原名三星汽車、雷諾三星汽車，是雷諾集團旗下位於大韓民國的汽車生產商，總部位於首爾中區蓬萊洞，另有生產工場位於釜山江西區，設計中心及研究院於京畿道龍仁市。現任代表理事是法國籍的女士Jean Marie Hurtiger。雷諾韓國汽車是韓國自動車工業協會的成員之一。

## 歷史

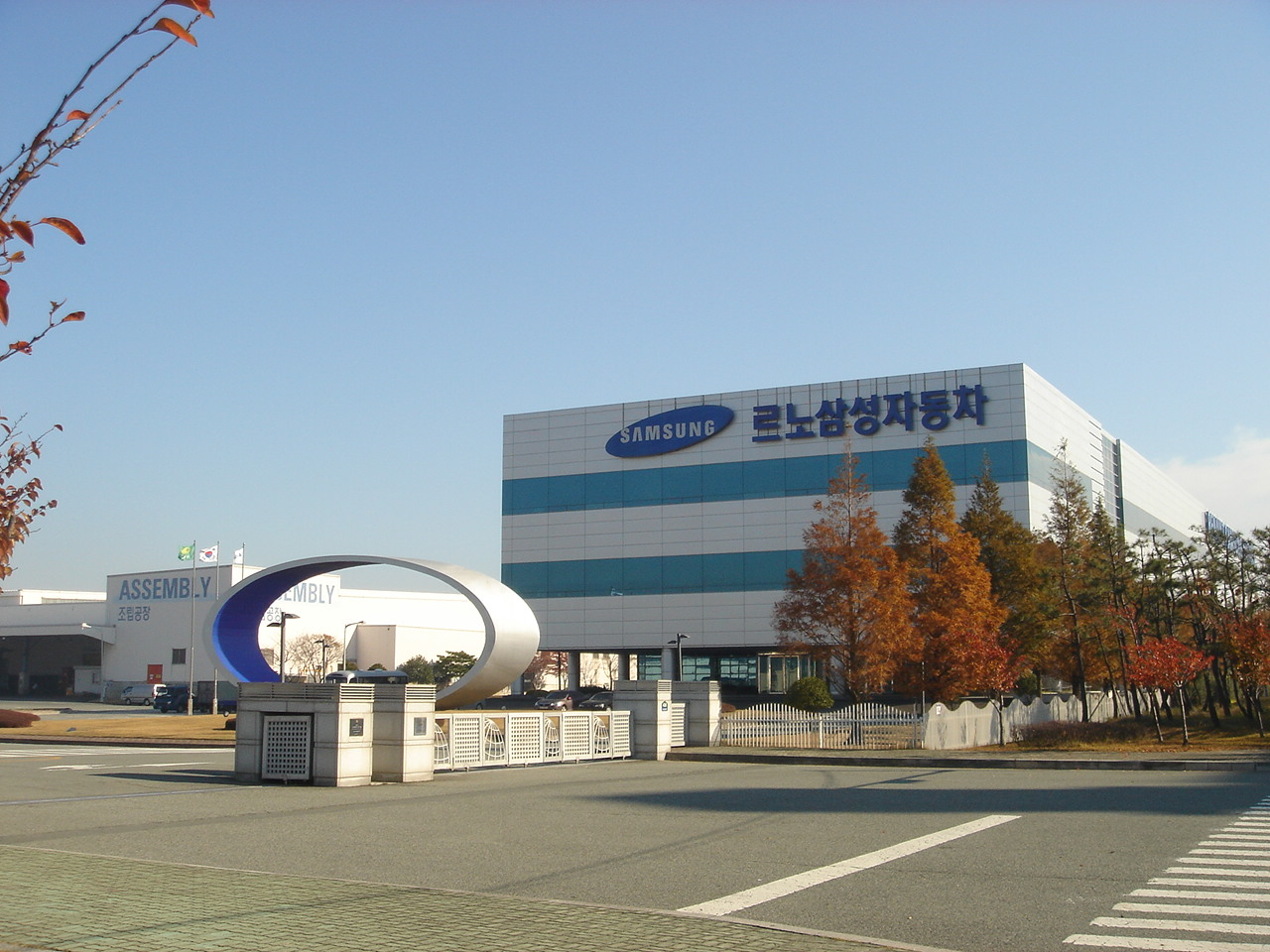
雷諾三星汽車釜山廠

雷諾三星汽車原名三星汽車，由時任三星集團會長的李健熙在1994年成立。李健熙成立三星汽車的原意，在於他認為汽車工業是多種工業的成果集結，成立汽車部門有助於三星集團旗下子公司（如：三星電力、三星電子）之間的合作。三星汽車在1998年開始有汽車發售，但很快卻遇上亞洲金融風暴。由於三星汽車屬於三星集團的非核心業務，很快就被逼分拆出來；在同一時期，其競爭對手大宇汽車最終被通用汽車收購。1998年12月，三星集團與法資汽車集團雷諾汽車談判，雷諾汽車同意於2000年9月購入三星汽車的资产收购，總值5.12億美元（約5250億韓圓）。
2022年5月9日，吉利汽車入股雷諾韓國汽車，認購34.02%股權。

## 產品型號

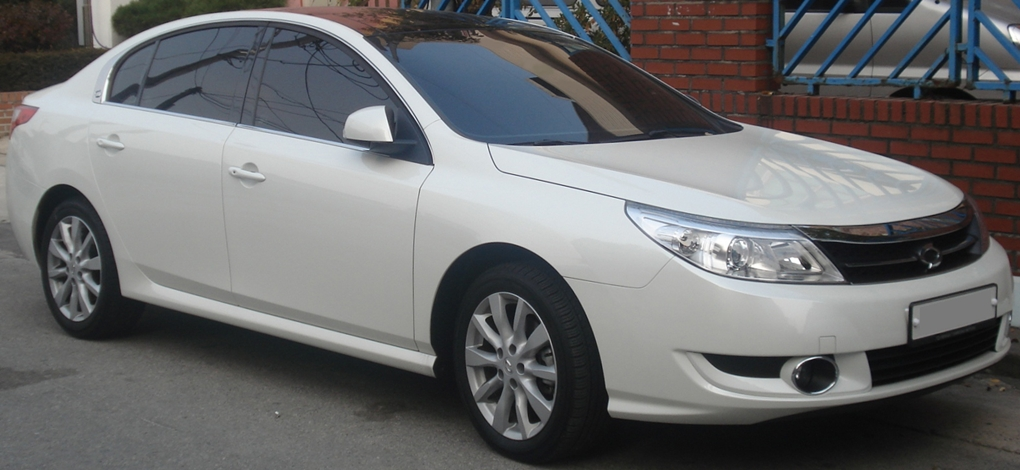
SM5（L43）

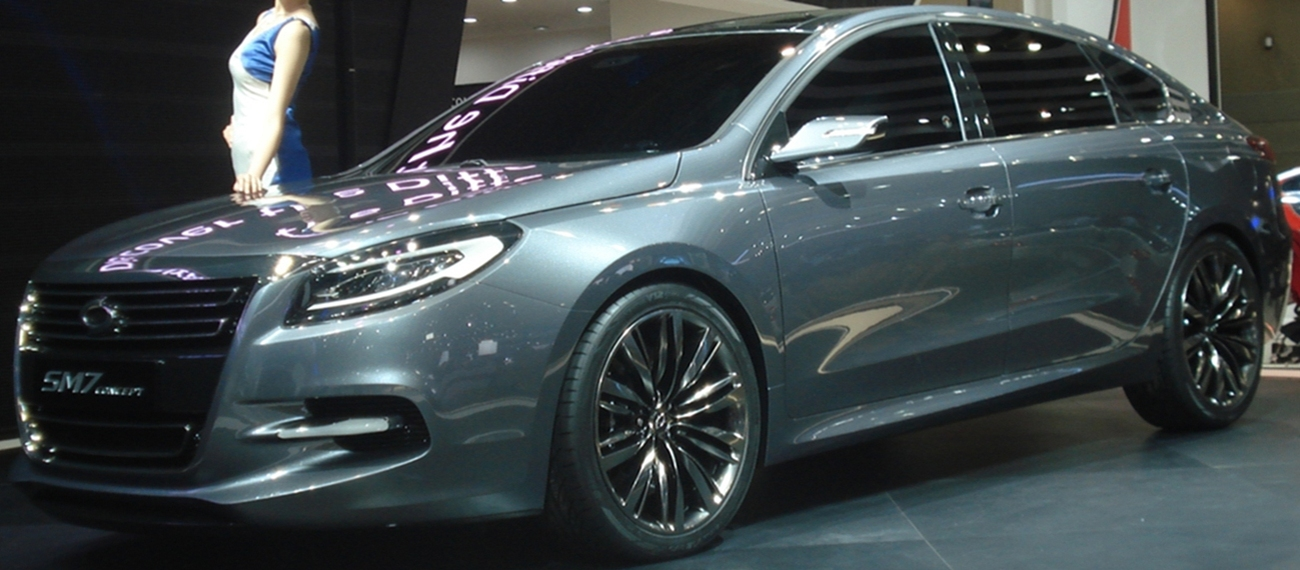
SM7

雷諾三星汽車以同集團旗下日產汽車設計為藍本。

### 房車
- SM3/New SM3：一款基於日產藍鳥Sylphy(與中國大陸的東風日產逸軒同款)的車型，於2005年 由一个小改款的车型所取替。
- SM5/New SM5/SM5 New Impression：本來基於1995年的日產Cefiro及日產Maxima，2005年改由另一參照日產Teana的車型取代。
- SM7/SM7 New Art：一款基於日產Teana的車型。

### SUV
- QM5 ：雷诺KOLEOS（科雷傲）在韩国销售的型号。

### 貨車
- SV110 (Yamouzine) (1-ton truck, based on the Nissan Atlas)
- Big Thumb (11-ton~19-ton truck, based on the Nissan Diesel design from Nissan Big Thumb)

## 外部連結
- 官方网站